# Большая Купальная улица
Больша́я Купа́льная у́лица — улица в городе Сестрорецке Курортного района Санкт-Петербурга. Проходит от Приморского шоссе за 1-ю Луговую улицу.
Название появилось в начале XX века. Связано с тем, что улица выходила к купальням на берегу Финского залива. Была также Малая Купальная улица. Она проходила параллельно Большой Купальной, а ее название существовало с 1912 года по 29 декабря 1972 года.

## Перекрёстки
- Приморское шоссе
- 1-я Луговая улица
- 2-я Луговая улица